# سرافيون الأنطاكي
القديس مار سرافيون الأنطاكي ( السريانية : ܣܪܐܦܝܘܢ ) بعد نياحة البطريرك القديس مكسيمينس حوالي سنة 189 أو 190 خلفه مار سرافيون وهو التاسع في عداد الأحبار الأنطاكيين.
وبعدما رئس الكرسي الرسولي إحدى وعشرين سنة مضى إلى ربه في حدود سنة 211 وقيل 212
وكان حبراً شديد الغيرة على جوهرة الأرثوذكسية ، وكاتباً فصيحاً خلف عدة مصنفات جليلة، عرف منها أوسابيوس مجموعة رسائل تدل على علمه
وفضله، منها رسالة إلى الإكليريكيين قاريقوس وبنطيوس برهن فيها على أن الكنيسة بأجمعها شجبت هرطقة المنطانيين. وأشهر تآليفه مصنف وضعه ضد الإنجيل الموضوع الذي نحله قوم بطرس الرسول، وذلك عندما زار في بعض الأيام مدينة روسس الواقعة على خليج إيسوس. فرأى المؤمنين وقد اختلفت كلمتهم في أمر هذا الإنجيل ولم يكن سرافيون قد طالع الكتاب وظن أنهم كلهم أرثوذكسيو المعتقد ففكر أن يأذن لهم بقراءته تهدئة للخصام لكنه عندما عرف سوء مقصد من أستأذانه استعاده من بعض الهراطقة وطالعه ملياً فتبين له أنه مع جودته يحوي نقاطاً عديدة تخالف الحق وتوافق البدعة. فألف كتاباً شمل ما حواه ذلك الإنجيل المزور من التعاليم الفاسدة ونقضها وفنّد فيه أيضاً مبتدعاً اسمه مرقيانس وبعث بالكتاب إلى أهل روسس وأنبأهم بقرب زيارتهم لهم.